# 杜博盧吉夫卡
51°15′51″N 32°2′29″E / 51.26417°N 32.04139°E
杜博盧吉夫卡（烏克蘭語：Дуболугівка）是位於烏克蘭北部切爾尼希夫州裏尼任區的村莊，面積2.8平方公里，海拔高度119米，2001年人口568，人口密度每平方公里202.8人。